# Avventure lungo il fiume

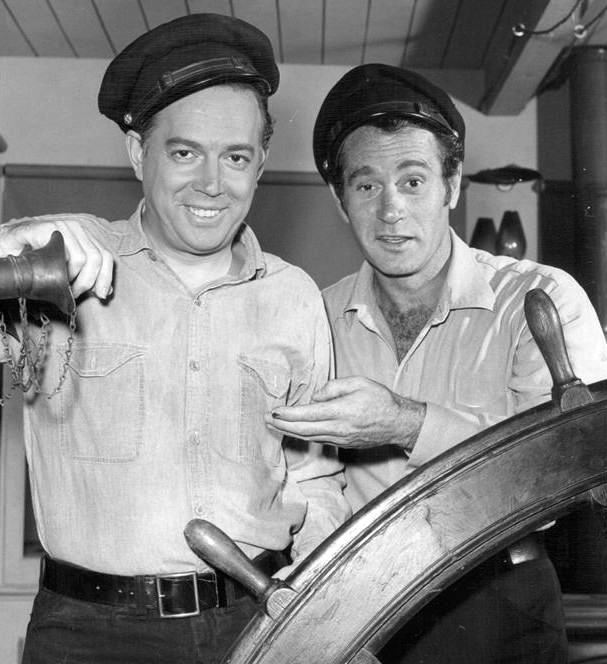
Hugh Downs e Darren McGavin.

Avventure lungo il fiume (Riverboat) è una serie televisiva statunitense in 44 episodi andati in onda per la prima volta nel corso di due stagioni dal 1959 al 1961 sulla rete NBC.

## Trama
La serie è ambientata nell'anno 1840. Grey Holden è il capitano di una nave fluviale chiamata Enterprise il cui timoniere è Ben Frazer che percorre il fiume Mississippi.

## Personaggi e interpreti
- Capitano Grey Holden (stagioni 1-2), interpretato da Darren McGavin.
- Carney Kohler (stagioni 1-2), interpretato da Dick Wessel.
- Joshua Walcek (stagione 1), interpretato da Jack Lambert.
- Ben Frazer (stagione 1), interpretato da Burt Reynolds.
- Chip Kessler (stagione 1), interpretato da Michael McGreevey.
- Joe Travis (stagione 1), interpretato da William D. Gordon.
- Bill Blake (stagione 2), interpretato da Noah Beery Jr..
- Pickalong (stagione 2), interpretato da John Mitchum.
- Terry Blake (stagione 2), interpretato da Bart Patton.

### Guest star
- Francis De Sales nel personaggio di Ed Baker nell'episodio The Boy from Pittsburgh.
- Ron Hagerthy, nel personaggio di Phelan nell'episodio The Quota.
- Judson Pratt, nel personaggio di Ned Bolger nell'episodio A Night at Trapper's Landing.
- Dayton Lummis, nel personaggio di Gideon Templeton nell'episodio Path of the Eagle.
- Read Morgan, nel personaggio di Clint Casey nell'episodio The Barrier (1959).
- John M. Picard, nel personaggio di un pirata nell'episodio The Unwilling.
- Mary Tyler Moore

## Episodi
| Stagione         | Episodi | Prima TV originale |
| ---------------- | ------- | ------------------ |
| Prima stagione   | 31      | 1959-1960          |
| Seconda stagione | 13      | 1960-1961          |